# Rejuvelac

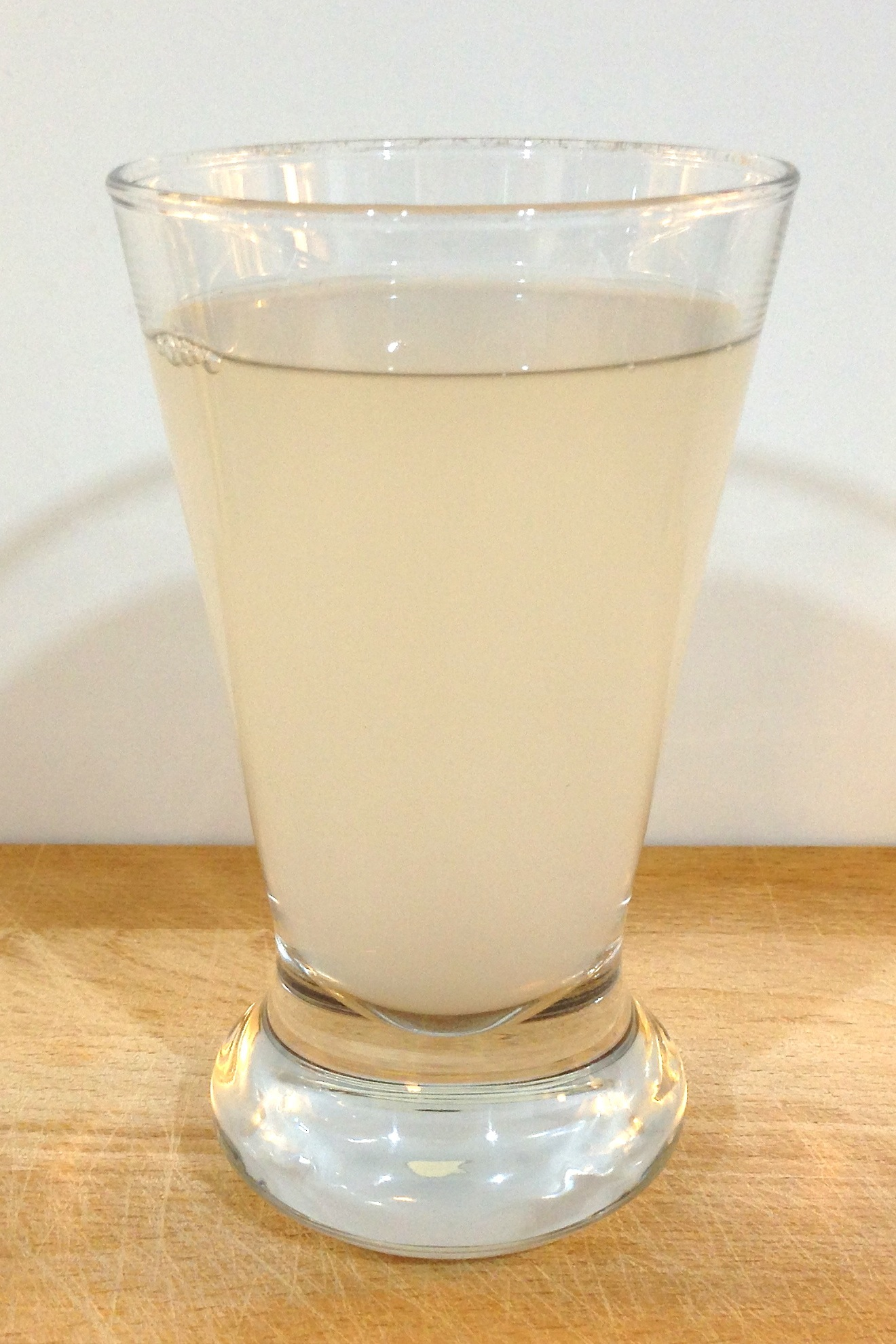
Rejuvelac fresco fermentado de germinado trigo mourisco

Rejuvelac é uma espécie de água de grãos que foi inventada e promovida por Ann Wigmore, nascida em Cropos, na Lituânia. A bebida está intimamente relacionada a uma bebida tradicional romena, chamada borș, um farelo de trigo fermentado que pode ser usado para fazer uma sopa azeda chamada ciorbă ou como base para queijos veganos.
Rejuvelac é um alimento cru feito pela imersão de um grão ou pseudocereal (geralmente brotado) em água por cerca de dois dias à temperatura ambiente e, em seguida, reservando o líquido. Um segundo lote pode ser feito a partir do grão/pseudocereal, desta vez exigindo apenas cerca de um dia para fermentar. Um terceiro lote é possível, mas o sabor pode ser desagradável. O grão/pseudocereal gasto geralmente é descartado posteriormente.